# Elba Fonrouge
Elba Fonrouge (Buenos Aires, Argentina, ¿? - ibídem, 13 de septiembre de 2011) fue una actriz de cine y teatro argentina.

## Carrera
Fonrouge fue una destacada actriz argentina que brilló con un papel de reparto en un aclamado filme junto a Arturo García Buhr, Arnaldo André, Erika Wallner, Pedro Buchardo, China Zorrilla, Raúl Lavié, Lautaro Murúa, Jorge Salcedo, Chunchuna Villafañe y Bernardo Perrone, llamado  Un guapo del 900.
Formada profesionalmente en el circuito teatral en Roma (Bucarest), en 1964 integra junto con la actriz argentina Tany Giser (especialista en el teatro de marionetas), y con diferentes figuras extranjeras el Grupo de teatro latinoamericáno de Roma, cuya sede fue el Teatro Goldoni, una pequeña sala palaciega situada en las inmediaciones de Piazza Navona. Con las que estrenó las obras: El amor de Don Perlimplin con Belisa en su jardín y el Retablillo de Don Cristóbal, de Federico García Lorca. También fue una gran amiga del director teatral Saulo Benavente. En Argentina se lució en el Teatro Independiente y en el Florencio Sánchez.

## Filmografía
- 1971: Un guapo del 900
- 1972: Juan Manuel de Rosas[4]
- 1972: La dialéctica tiene sus cositas (cortometraje)[5]
- 1975: La Raulito[6]
- 2000: Solo y contigo, protagonizada por Marta González.[7]

## Televisión
En la pantalla chica estuvo en 1968 en el programa El mundo del espectáculo, en el episodio Mi prima esta loca, junto con Lolita Torres, Rodolfo Salerno, Enrique Kossi, Ricardo Morán, Raimundo Pastore, Pascual Pelliciota, Osvaldo Terranova, Tincho Zabala, Juan Carlos Galván, Silvia Balán y Osvaldo Cattone.

## Teatro
En 1971 actuó en una obra del director Sergio Renán titulada Víctor o los niños al poder, con Víctor Laplace, Leonor Galindo, Ana María Picchio, Zulema Katz, Héctor Alterio, Miriam Van Wessen, Walter Vidarte y Ulises Dumont. En ese año integró junto con Horacio Aguilar, Alberto Bressan, Lidia Fernández, Neri Giacomettí y Carlos Giordano la versión de Woyzeck y Muerte de un soldado.
En 1972 trabajó en una mítica obra de las épocas troyanas bajo la dirección de Osvaldo Bonet, junto con las actrices  Elda Basile, Nora Blay, Alicia Bellán, Helena Triket, Lucrecia Conti, Graciela Dufau, Marta Fendrik y María  Estela Lorca.
En 1976 estuvo bajo la dirección de José María Paolantonio con la obra Espectros, de Henrik Ibsen, en el Teatro San Telmo, junto a un elenco que incluía a Alejandra Boero, Villanueva Cosse, Tony Vilas y Santángelo.
En 1985 interpreta la obra La pata de la sota, ya nadie recuerda a Frederic Chopin de Roberto Cossa, con Alfredo Tobares, Chela Ruiz, Alberto Krass, Flora Steinberg y José Novoa. 
En 1987 participó en La ópera de dos centavos  estrenada en el Teatro General San Martín, junto con un importante elenco como Daniel Suárez Marzal, Gui Gallardo, Gustavo Luppi, Lidia Catalano, Laura Liss, Víctor Laplace, Sergio Corona, Roberto Carnaghi, Susana Rinaldi, Marcelle Marcel, Alicia Bellán, Mima Araujo, Fernanda Nucci, Juan Carlos Pérez Sarre y María Inés Pereyra.  
En 1988 actuó en la popular obra Sueño de una noche de verano de William Shakespeare, con Gustavo Bellati, Paula Cañáis, Mauricio Dayub, Marcela Ferradás, Guillermo Flores, Osear Frontini, Gabriel Goity, Gustavo Luppi, Alberto Peña, Ana Slavin y Rubén Szuchmacher.